# Nguyễn Trãi

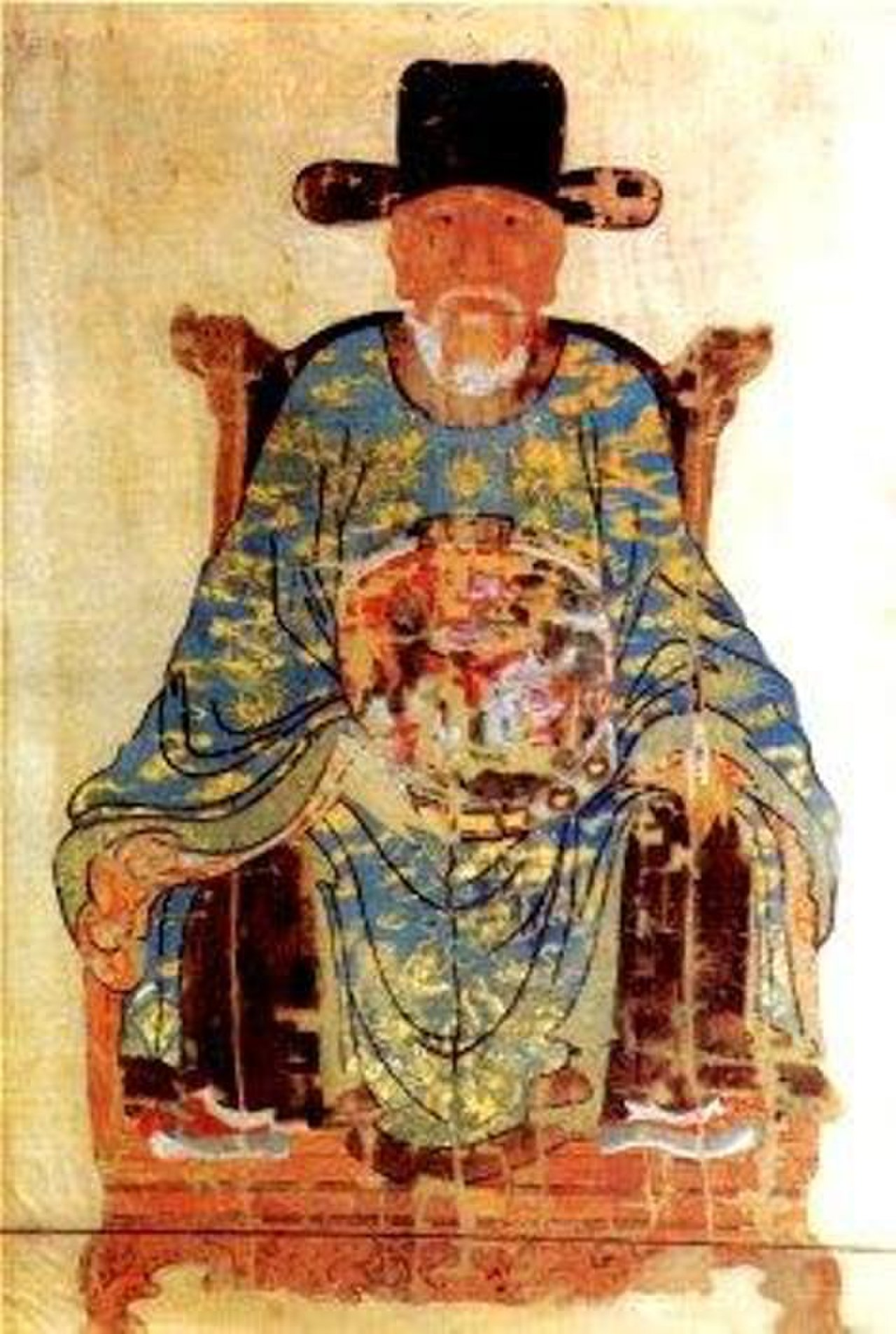
Retrato de Nguyen Trai

Nguyễn Trãi (Hán tự: 阮廌; 1380–1442), também conhecido pelo seu nome de cortesia, Ức Trai (抑齋), foi um acadêmico, político, estrategista e poeta confucionista do Vietnã.
Tornou-se um amigo próximo e mentor de Lê Lợi, o rei-herói vietnamita, que libertou o país do jugo chinês. Nguyen Trai recebe o crédito por ter escrito diversos pronunciamentos políticos muito importantes de Lê Lợi, e por ter inspirado muitos vietnamitas a apoiar a rebelião contra os soberanos da dinastia Ming. A declaração de independência da China, Bình Ngô đại cáo, foi escrita por ele. Após o fim da guerra foi promovido por Le Loi para um cargo elevado na nova corte, porém não conseguiu chegar a ser apontado regente do país após a morte do rei; o cargo foi dado a Le Sat, que governou como regente para o jovem herdeiro, Lê Thái Tông.
Em algum ponto durante a regência de Le Sat, Nguyễn Trãi retornou para o seu lar, ao norte de Hanói, nas tranquilas montanhas de Con Son, onde ele se dedicou à poesia e à meditação. Hoje em dia, visitantes podem ver o local, onde um grande santuário, que se estende desde o sopé da montanha até o seu cume, foi erguido, para honrar o herói nacional. O local exato da casa de Nguyễn Trãi ainda existe, embora só restem vestígios de seu piso.
A morte de Nguyễn Trãi resultou num escândalo, que envolveu o jovem rei, Le Thai Tong, e a esposa ou concubina de Nguyễn Trãi chamada Nguyễn Thị Lộ. No início de 1442, o jovem rei iniciou um caso de amor com Nguyễn Thị Lộ. Este caso prosseguiu depois do rei visitar o velho estudioso em seu lar. Pouco tempo depois de sua partida, o rei adoeceu e veio a morrer. Os nobres na corte culparam Nguyễn Trãi e Nguyễn Thị Lộ pela morte do jovem rei, acusando-os de traição, e executaram os dois, bem como todas as suas famílias "até a terceira geração".
Vinte anos mais tarde o rei Lê Thánh Tông perdoou oficialmente Nguyễn Trãi, dizendo que ele não tinha culpa na morte do rei.